# روز حسرت
روز حسرت که پیش‌تر خواب‌زده نام داشت، نام مجموعه‌ تلویزیونی ماورایی به کارگردانی سیروس مقدم محصول سال ۱۳۸۷ است که در ماه رمضان همین سال پخش می‌شد. این مجموعه بر پایهٔ فیلم‌نامه‌ای از علیرضا افخمی و با همکاری سجاد ابوالحسنی تولید شده‌ است. آخرین سکانس قسمت پایانی آن بسیار مورد انتقاد قرار گرفت.

## خلاصه داستان
این سریال دربارهٔ خانم وکیلی است که پسرش به تازگی ازدواج کرده است. همسر او (معصومه) به دلیل تصادف بر اثر بی‌توجهی شوهرش (مسعود) قطع نخاع می‌شود. در عین حال مسعود با زنی معتاد به نام فریده ازدواج می‌کند. وقتی معصومه می‌میرد خانم وکیل (نرجس) عالمی از برزخ را می‌بیند ودر حین اتفاقات دیگری هم می‌افتد وقتی پدر مسعود (حاج رضا) می‌فهمد مسعود زن دارد و زن او باردار است به همسرش گفته و او را به خانه می آورند در حین مسعود که از فریده کینه دارد تصمیم به کشتن او می‌کند که در حین قتل پشیمان می شود.

## بازیگران
- فرامرز قریبیان در نقش حاج رضا ( پدر مسعود ، همسر نرجس )
- پوریا پورسرخ در نقش مسعود ( همسر فریده )
- افسانه بایگان در نقش نرجس ( مادر مسعود ، همسر رضا )
- مهراوه شریفی نیا در نقش فریده ( همسر دوم مسعود )
- لیندا کیانی در نقش معصومه ( همسر اول مسعود )
- سهیل مقدم
- علیرضا زمانی نسب
- نسرین خسروانی در نقش زری
- ملیکا طباخی
- شهین علیزاده
- رحیم نوروزی
- نعیمه نظام دوست
- سمانه پاکدل
- مرتضی کاظمی
- اکبر وارث
- داریوش سلیمی
- محمدرضا غیاث آبادی
- شهربانو موسوی
- زهره حمیدی
- رضا توکلی